# Pitschgau
Pitschgau är en ort i Österrike. Den ligger i kommunen Eibiswald i förbundslandet Steiermark, 190 kilometer sydväst om huvudstaden Wien. Orten var till och med 2014 huvudort i kommunen Pitschgau som även omfattade orterna Bischofegg, Haselbach och Hörmsdorf.